# Список земноводных Казахстана
Список земноводных Казахстана включает виды класса Земноводные, распространённые на территории Казахстана.

## Список видов

### ОтрядХвостатые(Caudata)
- Семейство Углозубые (Hynobiidae)
  - Род Сибирские углозубы (Salamandrella)
    - Вид Сибирский углозуб (Salamandrella keyserlingii) — северный Казахстан[1]

  - Род Лягушкозубы (Ranodon)
    - Вид Семиреченский лягушкозуб (Ranodon sibiricus) — хребет Джунгарский Алатау[2]; Красная книга Казахстана

- Семейство Саламандровые (Salamandridae)
  - Род Тритоны (Triturus)
    - Вид Обыкновенный тритон (Triturus vulgaris) — находки на северном побережье Каспийского моря, в Северном Приаралье и у озера Балхаш сомнительны и не нашли подтверждения[3]

### ОтрядБесхвостые(Anura)
- Семейство Дискоязычные (Discoglossidae)
  - Род Жерлянки (Bombina)
    - Вид Краснобрюхая жерлянка (Bombina bombina) — бассейн реки Урал, кроме нижнего течения[4]

- Семейство Чесночницы (Pelobatidae)
  - Род Чесночницы (Pelobates)
    - Вид Обыкновенная чесночница (Pelobates fuscus) — дельта Волги, бассейны рек Малый Узень, Большой Узень, Урал, Иргиз, Эмба, Тургай[5]

- Семейство Жабы (Bufonidae)
  - Род Жабы (Bufo)
    - Вид Обыкновенная, или серая, жаба (Bufo bufo) — река Урал у границы с Россией, Северный Казахстан, Восточный Казахстан[6]
    - Вид Зелёная жаба (Bufo viridis) — на большей территории Казахстана, нет в Иртыше, в районе Петропавловска[7]
    - Вид Среднеазиатская, или данатинская, жаба (Bufo danatensis) — тетраплоидные жабы комплекса Bufo viridis, в Казахстане распространены в предгорьях и горах Тянь-Шаня и Джунгарского Алатау, в низовьях Или [8]; Красная книга Казахстана

- Семейство Лягушки (Ranidae)
  - Род Лягушки (Rana)
    - Вид Травяная лягушка (Rana temporaria)  — река Урал у границы с Россией, Северный Казахстан[9]
    - Вид Остромордая лягушка (Rana arvalis)  — севернее линии Уральск—Актюбинск—река Тургай—Кургальджинский заповедник—Караганда—Каркаралинск—Семипалатинск—Аягуз—озеро Алаколь [10]
    - Вид Сибирская лягушка (Rana amurensis)  — Алтай[11]; Красная книга Казахстана
    - Вид Центральноазиатская лягушка (Rana asiatica) — юг Джамбульской области, район Алма-Аты, долина Или[12]
    - Вид Озёрная лягушка (Rana ridibunda)  — все западные и южные области Казахстана; вид расширяет свой ареал, например, появился в бассейне Иртыша, где ранее отсутствовал[13]